# Нагорный парк (Владивосток)
Нагорный парк — парк в Владивостоке, расположеный на сопке Тюменской.

## История
Нагорный парк во Владивостоке, расположенный на Тюменской сопке, имеет интересную историю. В начале XX века на этом месте была слободка с частными домами. В 1928 году здесь был создан сад, названный Нагорным, который стал местом прогулок для горожан. После периода упадка, в 2017 году было принято решение о его возрождении.
Первый этап реконструкции завершился в 2021 году, включал обустройство пешеходных дорожек, озеленение, установку детских и спортивных площадок. Второй этап, завершённый осенью 2022 года, добавил видовые площадки, кафе, искусственный грот и сцену на вершине сопки. В настоящее время продолжается строительство третьей очереди парка.
Нагорный парк — это частный проект, реализованный на средства главы компании DNS Дмитрия Алексеева. Эта идея пришла к нему после комментария блогера-урбаниста Ильи Варламова, который не раз высказывался о Владивостоке, как о «городе для машин». Парк открыт для посещения, вход свободный. С его смотровых площадок открывается вид на бухту Золотой Рог, город и мост.

## Транспортная доступность
От жилого района шилкинская можно доехать за 4 минуты на автобусе номер 73. Пешком за 8 минут.
От центра можно доехать тоже на автобусе 68 за 15 минут, пешком за 25 минут
В 15 минутах пешком от парка проживает около 60 тыс. человек, что делает парк таким популярным